# Europeanen in Madagaskar
Europeanen in Madagaskar, door de Malagassiërs Vazaha genoemd, vormen de grootste niet-inheemse etnische groep in Madagaskar.

## Geschiedenis
De eerste Europeanen die voet aan wal zetten op Madagaskar waren waarschijnlijk de Portugese zeekapitein Diego Dias en zijn bemanning, die in het begin van de 16e eeuw Madagaskar aandeden nadat ze van een handelsvloot naar India waren afgedreven. Voordat Diego Dias terugging naar Portugal voerde hij handel met de Malagassiërs. Aan het begin van de 17e eeuw bereikten bepaalde geruchten Portugal dat Portugese schipbreukelingen zich gevestigd zouden hebben in de nabijheid van wat we nu kennen als Tôlanaro. Tussen 1613 en 1620 werden vanuit Portugal een aantal jezuïeten naar Madagaskar gezonden om hen te zoeken. De jezuïeten onderwezen de Antanosy het katholicisme en maakte hen vertrouwd met de westerse cultuur. Uiteindelijk werd het zoeken gestaakt en keerden de jezuïeten terug naar Europa.

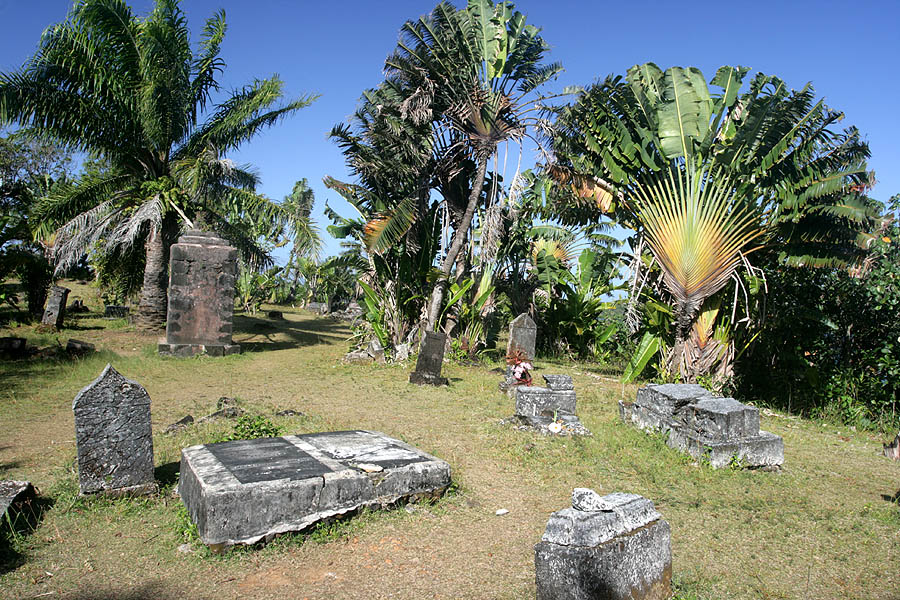
Piratenkerkhof op Île Sainte-Marie

### Handelaren en piraten
Vanaf het midden van de 17e eeuw bouwden Franse handelaars handelsposten langs de oostkust van Madagaskar, zoals in 1643 in Fort Dauphin (nu Tôlanaro), genoemd naar de Dauphin van Frankrijk, Lodewijk XIV. In 1691 stichtte de Engelse piraat Adam Baldridge een handelspost op Île Sainte-Marie, een eiland net buiten de oostkust van Madagaskar. Hier voerde hij handel met de Fransen en zeerovers die er aanmeerden. Île Sainte-Marie werd hierop een populaire trekpleister voor piraten. Het idee van Adam Baldridge werd al snel overgenomen en gelijksoortige nederzettingen werden aan de oostkust gebouwd. Rond 1720 vestigde een piraat genaamd James Plantain zich een paar kilometer ten noorden van Île Sainte-Marie en veroverde met behulp van zijn leger bestaande uit Malagassiërs grote delen van Madagaskar. In 1725 trouwde hij een Malagassische prinses en werd tot 1728 koning van Madagaskar. Piraten bleven hun handelsposten houden tot in de eerste helft van de 19e eeuw. Nazaten van de piraten en Malagassische vrouwen werden Zana-Malata's genoemd: 'Kinderen van de mulatto's'. Ratsimilaho wist deze te verenigen in een handelsconfederatie, die zich de 'Betsimisaraka' noemden: 'de velen die niet zullen uiteenvallen'. De handelsfederatie bleef maar kort bestaan, maar de nazaten van de leden worden nog steeds de Betsimisaraka genoemd.

### Koninkrijk Madagaskar

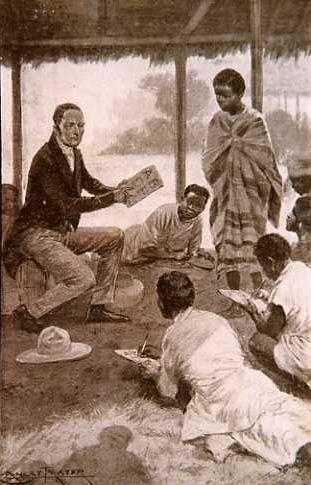
De missionaris David Jones leert Malagassiërs lezen en schrijven.

De Merina-koning Radama I stichtte in 1817 het Koninkrijk Madagaskar. Hij sloot een verbond met de Engelse gouverneur van Mauritius, waarbij hij voor Engeland gunstige handelsovereenkomsten zou sluiten in ruil voor militaire en financiële steun van Engeland. Radama I en veel van zijn opvolgers raakten geïnteresseerd in de westerse cultuur. Er werden daarom contacten met Frankrijk gelegd en Britse missionarissen werden in 1820 naar Madagaskar gehaald om het onderwijs te verbeteren. De missionarissen David Griffiths en David Jones ontwikkelden een Latijns alfabet voor het Malagassisch en drukten in 1835 de eerste complete Bijbel in deze taal.
Koningin Ranavalona I sloot tijdens haar regering de grenzen voor vrijwel alle Europeanen, maar toen haar zoon Radama II na haar dood in 1861 de troon besteeg, gingen de grenzen weer open en trokken veel Europeanen naar het eiland. De Britse missionaris William Ellis verbleef in Madagaskar van 1861 tot 1865 en publiceerde een aantal werken over haar geschiedenis. Ook ontdekkingsreizigers trokken naar het eiland en maakten studies van Madagaskars unieke geografie, flora en fauna. De Nederlandse ontdekkingsreiziger Douwe Casparus van Dam bijvoorbeeld maakte twee reizen in Madagaskar tussen 1863 en 1873.  De Franse bioloog Alfred Grandidier maakte drie grote ontdekkingsreizen in 1865, 1866 en 1868.
Koningin Ranavalona II bestempelde in 1869 het protestantisme tot de officiële religie van Madagaskar, maar de welwillendheid jegens de Europeanen kreeg zijn keerzijde. Frankrijk kreeg naast Groot-Brittannië steeds meer invloed op Madagaskar. In 1885 werd Madagaskar een protectoraat van Frankrijk en hield het verbond tussen Engeland en Madagaskar op te bestaan. Geleidelijk aan begon Frankrijk zich steeds meer te bemoeien met de wijze waarop de Merina het land bestuurden. In 1894 eiste Frankrijk dat koningin Ranavalona III zou aftreden. Dit werd geweigerd, waarop Frankrijk Madagaskar de oorlog verklaarde. Madagaskar werd op 30 september 1895 ingenomen en werd in 1896 een Franse kolonie: Frans-Madagaskar.

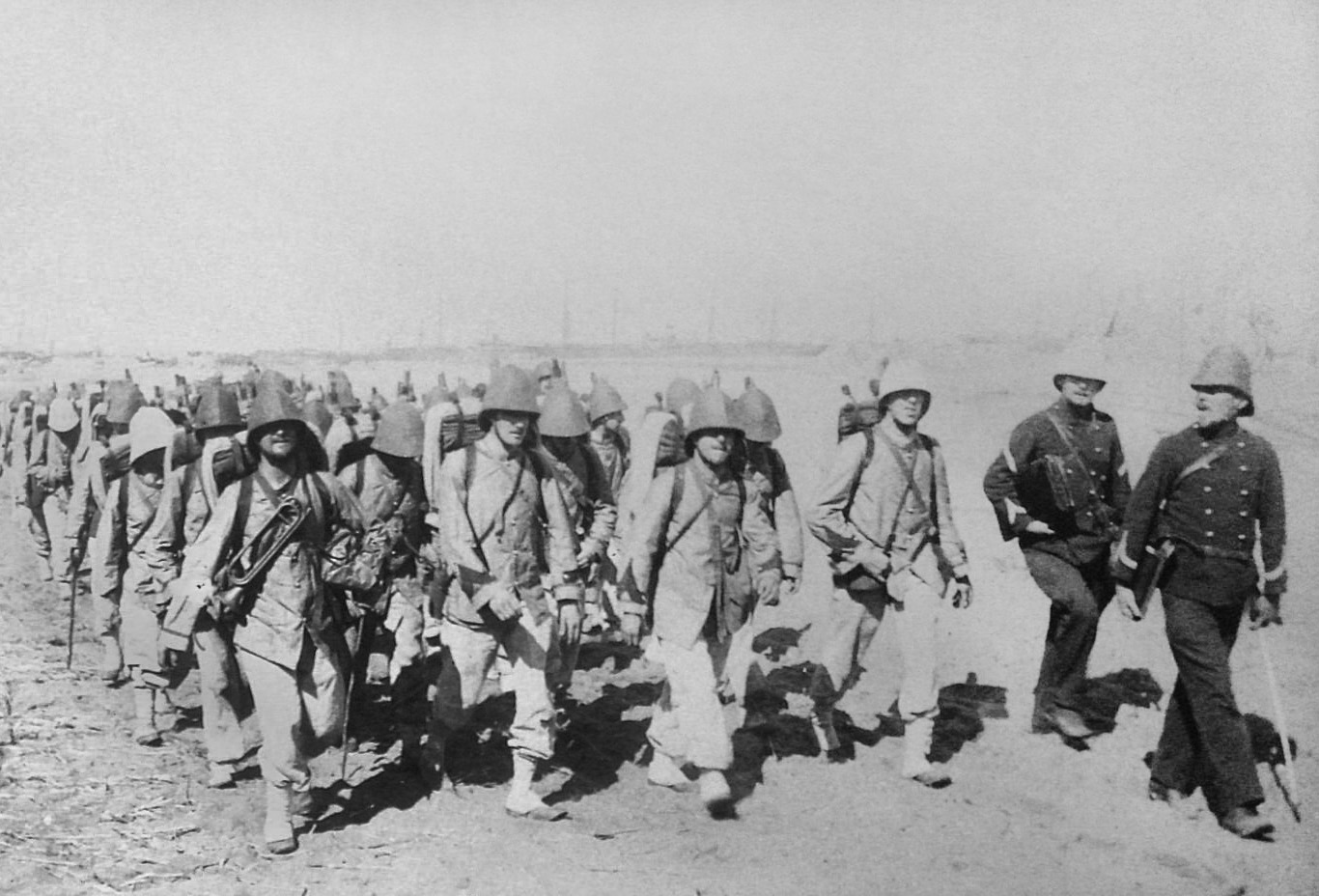
Franse troepen tijdens de inname van Madagaskar

### 20e eeuw
In de jaren van de Franse kolonisatie trokken veel Fransen naar Madagaskar, zoals Franse politici, boeren, ambtenaren, legerofficieren, zakenlieden en ingenieurs. Het overgrote deel van Madagaskars huidige Europese bevolking zijn nakomelingen van deze immigranten. De Malagassiërs waren echter niet blij met de Franse overheersing. Zij wilden hun onafhankelijkheid en startten overal relletjes in het land. In 1947 resulteerde dit in de Malagassische Opstand en verscheidene Franse kolonisten werden vermoord. Frankrijk stuurde hierop versterkingen naar Madagaskar en tienduizenden Malagassiërs werden vervolgens gedood. Uiteindelijk gaf Frankrijk toe aan de vele protesten en op 20 juni 1960 werd Madagaskar een onafhankelijke republiek.

## Huidige status
Het overgrote deel van de huidige Europese bevolking op Madagaskar zijn Franse immigranten en hun nakomelingen die zich tijdens de Franse overheersing op Madagaskar vestigden. Tegenwoordig leven er ongeveer 136.000 Fransen op Madagaskar.